# Юдина, Антонина Фёдоровна
Антонина Фёдоровна Юдина (род. 17 декабря 1946) — советский и российский учёный в области промышленного и гражданского строительства, доктор технических наук, профессор. Почетный работник высшего профессионального образования Российской Федерации, заслуженный работник высшего профессионального образования Российской Федерации.

## Биография
Окончила в 1965 году Северодвинский политехнический техникум по специальности «Промышленное гражданское строительство», квалификации техник-строитель, 1973 году — Ленинградский инженерно-строительный институт (ЛИСИ) по специальности «Промышленное гражданское строительство» квалификации «инженер-строитель» и по распределению работала в отделе разработки проектов производства работ Оргтехстроя и Гавзапстроя Госстроя СССР.
С 1978 года работает в ЛИСИ: ассистент, доцент (с 1988), профессор (с 2001), заведующая кафедрой «Технология строительного производства» (2012—2017), профессор (с 2017).
В 1984 году защитила диссертацию на соискание учёной степени кандидата технических наук по теме «Технология приготовления бетонной смеси на воде, активированной электрообработкой в условиях строительной площадки». Избрана на должность доцента в 1985 году. В 1990 году присвоено звание доцента.
В 2000 году защитила диссертацию на соискание учёной степени доктора технических наук по теме «Ресурсосберегающая технология бетонных работ на основе использования электрообработанной воды затворения». В 2003 году присвоено ученое звание профессора по кафедре технология строительного производства.
Действительный член Петровской академии наук и искусств (ПАНИ). Член диссертационного совета СПбГАСУ. Председатель государственной аттестационной и экзаменационных комиссий по специальности «Промышленное и гражданское строительство» в Санкт-Петербургском государственном аграрном университете. Член редакционной коллегии журнала «Экономика строительства и природопользования» по экономическим и техническим наукам.

## Научная деятельность
Автор более 200 опубликованных научных и учебно-методических работ. Разработала учебники и учебные пособия, востребованные за пределами СПбГАСУ в специализированных вузах: «Реконструкция зданий и сооружений» (2019), «Строительные конструкции. Монтаж» (2018), «Строительство жилых и общественных зданий» (5-е изд., испр., 2019), «Реконструкция и техническая реставрация зданий и сооружений» (6-е изд., испр., 2019), «Металлические и железобетонные конструкции. Монтаж» (2-е изд. 2018). Участник и докладчик на общероссийских и международных научных конференциях (Англия, Германия, Индия, Болгария, Чехия и др.).
Совместно с аспирантом А. А. Ландушкиным предложила способ технологии бескранового монтажа и демонтажа ограждающих конструкций при капитальном ремонте или реконструкции главных корпусов ТЭЦ и ГРЭС в условиях действующего производства (патент РФ № 2190065)..
Разработала теорию ресурсосберегающую технологию изготовления строительных смесей на электрообработанной воде затворения в условиях строительной площадки при возведении зданий из монолитного бетона и железобетона.. При использовании электрообработанной воды затворения для приготовления бетонной смеси повышается подвижность свежего бетона, снижается водопотребление, повышается прочность бетона. Бетонные смеси с большей подвижностью легче укладывать в конструкции, они более технологичны и возможно снижение трудоемкости при его укладке и уплотнении. При этом сокращается время вибрирования и режимы тепловой обработки на 10—12 %. Пластичный бетон технологичное транспортировать, перекачивать, укладывать. Смесь не расслаивается и сохраняет связность. Для сравнения при использовании электрообработанной воды подвижность по осадке конуса увеличивается с 6—8 до 12—14 см. Появляется возможность сокращения расхода цемента до 15 %. По данной тематике А. Ф. Юдиной защищена докторская диссертация. Экспериментальные исследования и производственная проверка подтвердили возможность получения стабильных и надежных результатов по улучшению физико-механических свойств за счет использования установки по обработке воды затворения, автоматизации технологического процесса приготовления бетонной смеси в условиях стройплощадки.

## Основные работы

### Учебники и учебные пособия
1. Строительство жилых и общественных зданий: учебник для студ. учреждений сред. проф. образования / А. Ф. Юдина — 7-е изд., испр. — М.: Издательский центр «Академия», 2023. — 384 с. ISBN 978-5-4468-7595-5.
2. Реконструкция и техническая реставрация зданий и сооружений: учеб. пособие для студ. учреждений сред. проф. образования / А. Ф. Юдина — 6-е изд., испр. — М.: Издательский центр «Академия», 2019. — 320 с. ISBN 978-5-4468-7524-5.
3. Строительные конструкции. Монтаж: учебник для студ. учреждений сред. проф. образования / А. Ф. Юдина. — 2-е изд., испр. и доп. — М.: Издательство Юрайт, 2019. 302 с. — (Серия: СПО). ISBN 978-5-534-07027-9. в электронно-библиотечной системе (ЭБС)
4. Реконструкция зданий и сооружений: учебник для студ. учреждений сред. проф. образования / А. Ф. Юдина — М.: Издательский центр «Академия», 2019. — 384 с. ISBN 978-5-4468-7595-5.
5. Металлические и железобетонные конструкции. Монтаж: учебник для вузов / А. Ф. Юдина. — 2-е изд., испр. и доп. — М.: Издательство Юрайт, 2018. 302 с. — (Серия: Специалист). ISBN 978-5-534-06927-3.
6. Профессиональный стандарт «Монтажник бетонных и металлических конструкций», утвержденный приказом Минтруда от 23 марта 2015 г. № 185н.
7. Реконструкция зданий и сооружений: учебник для студ. учреждений сред. проф. образования / А. Ф. Юдина. — М.: Издательский центр «Академия», 2020. — 320 с. ISBN 978-5-4468-8209-0.

## Патенты
- Способ формирования лицевой поверхности монолитных конструкций. Патент РФ 2638048.
- Устройство для демонтажа аварийных стеновых панелей. Патент РФ 2639935.
- «Термопанель» для утепленных кровель. Патент РФ № 164792.
- Устройство из геотекстильных материалов в качестве формирующей оболочки сваи. Патент на полезную модель № 114468.